# 康塞普西翁區 (康塞普西翁省)
康塞普西翁區（西班牙語：Distrito de Concepción），是秘魯的一個區，位於該國中部胡寧大區的康塞普西翁省，始建於1857年1月2日，面積18.29平方公里，海拔高度3,283米，2005年人口13,180，人口密度每平方公里720人。